# 玛丽-路易丝·梅耶尔
瑪麗-路易絲·梅耶爾（發音：[maʁi lwiz mɛjœʁ]；1880年8月29日—1998年4月16日）是一名加拿大超级人瑞，在讓娜·卡爾芒去世後成为了已知的「當世最年長者」。

## 生平
她出生於魁北克省卡穆拉斯卡，於1900年在當地嫁給他的第一任丈夫艾蒂安·勒克萊爾
（Etienne Leclerc，1872年1月21日－1911年2月24日）。在他們的雙親死於1911年到1912年之後，在1913年她帶著她4個倖存孩子中的其中2個搬到安大略省邊境。此後只有一次在1939年她回到卡姆拉斯卡地區。她與她結婚於1915年的第二任丈夫哈特·梅耶爾（Hector Meilleur，1879年12月26日－1972年）有了6個的孩子。當他死於1972年後，梅耶爾就與一個女兒住在一間位於安大略省古德巴紐的安養院。當她在1998年4月死於血凝塊的時候，她的兒子之一也住在相同的安養院。而她的最老的在生女兒、加布丽埃勒·沃恩（Gabrielle Vaughan，1908年3月19日－2004年）已經96歲了。梅耶爾被說是個素食主義者。當她最年長者的接班人莎拉·劳丝的弱點是垃圾食品。